# 양진모
양진모는 대한민국의 영화 편집 감독이다. 입봉작 《뷰티 인사이드》로 청룡영화상 편집상을 수상했다. 이후 《럭키》, 《부산행》, 《밀정》, 《옥자》, 《1987》, 《봉오동 전투》, 《독전》, 《기생충》의 편집 감독으로 일했다. 《기생충》으로 미국 영화 편집자 협회 드라마 부문 편집상을 수상했다.
어릴 적 디즈니 애니메이터를 꿈꾸었으며, 미국 유학길에 올라 뉴욕 바드 칼리지(Bard College)에 미술 전공으로 입학해 영화 전공으로 졸업했다. 유학 시절 친하게 지내던 임필성 감독의 소개로 이명세 감독의 《형사 Duelist》의 현장편집으로 첫 한국영화 작업에 뛰어들었다. 이후 윤제균 감독을 소개받아 《해운대》에 참여했고, 영어가 가능한 점 덕분에 김지운 감독의 《라스트 스탠드》와 봉준호 감독의 《설국열차》에 참여했다. 《뷰티 인사이드》 직후 후반작업업체인 테오필름을 설립했다.

## 연출 작품 목록

### 영화
| 연도 | 제목                 | 감독           | 비고                                                        |
| ---- | -------------------- | -------------- | ----------------------------------------------------------- |
| 2013 | 고진감래             | 박찬욱, 박찬경 |                                                             |
| 2010 | BANG                 | 홍경표         | 단편 영화                                                   |
| 2014 | 뷰티 인사이드        | 백종열         | 청룡영화상 편집상 수상                                      |
| 2015 | 럭키                 | 이계벽         |                                                             |
| 2016 | 부산행               | 연상호         |                                                             |
| 2016 | 밀정                 | 김지운         |                                                             |
| 2017 | 옥자                 | 봉준호         |                                                             |
| 2017 | 염력                 | 연상호         |                                                             |
| 2017 | 보금자리             | 임필성         | 단편 영화                                                   |
| 2017 | 1987                 | 장준환         |                                                             |
| 2018 | 인랑                 | 김지운         |                                                             |
| 2018 | 독전                 | 이해영         | 한국영화제작가협회상 편집상 수상                            |
| 2019 | 페르소나             | 임필성         | 〈썩지 않게 아주 오래〉                                     |
| 2019 | 기생충               | 봉준호         | 미국 영화 편집자 협회 드라마 부문 수상 아카데미 편집상 후보 |
| 2019 | 봉오동 전투          | 원신연         |                                                             |
| 2019 | 힘을 내요, 미스터 리 | 이계벽         |                                                             |
| 2020 | 반도                 | 연상호         |                                                             |
| 2020 | 담보                 | 강대규         |                                                             |
| 2020 | 하트어택             | 이충현         | 단편 영화                                                   |
| 2020 | 콜                   | 이충현         |                                                             |